# کهن‌خویش کاکل‌آتشی
کهن‌خویش کاکل‌آتشی (نام علمی: Alethe castanea) نام یک گونه از سرده کهن‌خویش‌ها است.